# بی‌واتر
بی‌واتر (به انگلیسی: Bayswater) یک شهرک و ناحیه در بریتانیا است که در شهر وست‌مینستر واقع شده‌است. بی‌واتر ۱۰٬۳۰۰ نفر جمعیت دارد.